# Falana
Falana là một chi bướm đêm thuộc họ Erebidae.